# التهاب الخبايا

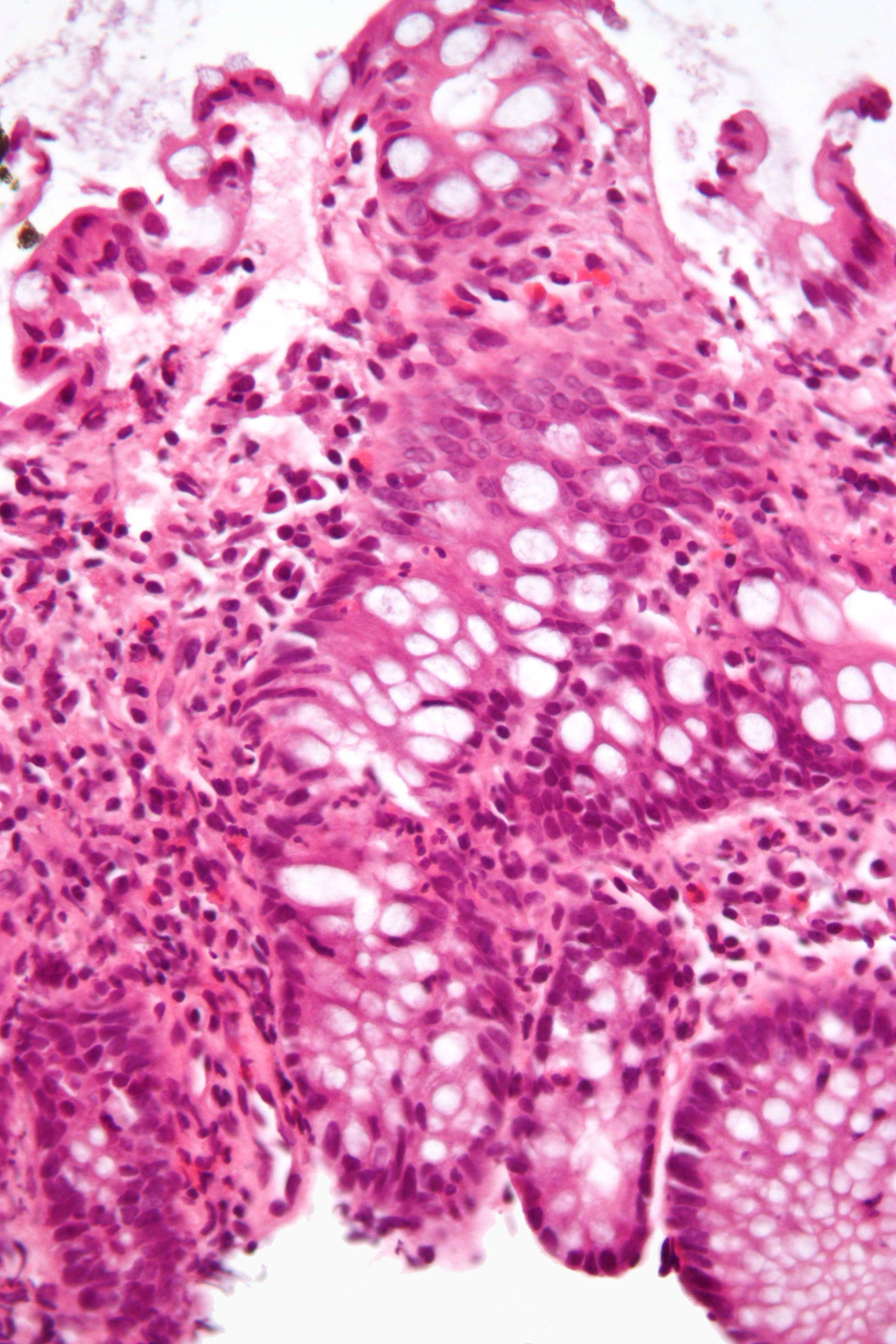
صورة مجهرية تظهر التهاب الخبايا في حالة من مرض كرون، بقع الهيماوكسيلين والإوسين

التهاب الخبايا (بالٳنجليزية: Cryptitis) في علم الأنسجة، يشير التهاب الخبايا إلى التهاب في الأمعاء.
التهاب الخبايا هو اكتشاف هيستوباثولوجي غير محدد يمكن رؤيته في عدة حالات، مثل التهاب الأمعاء، مرض الخلايا المختلفة، التهاب القولون الاشعاعي، التهاب القولون المعدي.

## صور إضافية

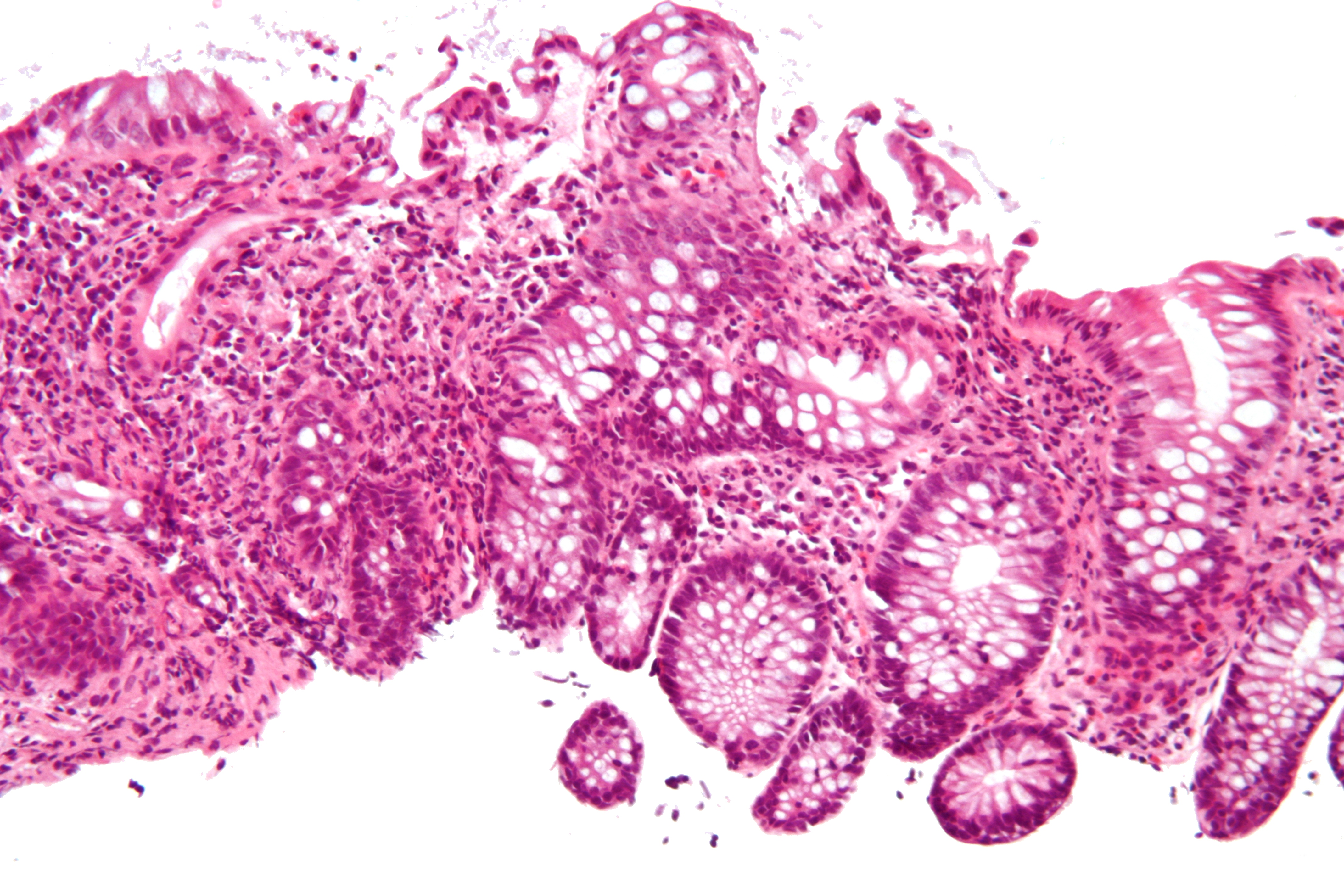
التهاب خبايا، بقع الهيماوكسيلين والإوسين
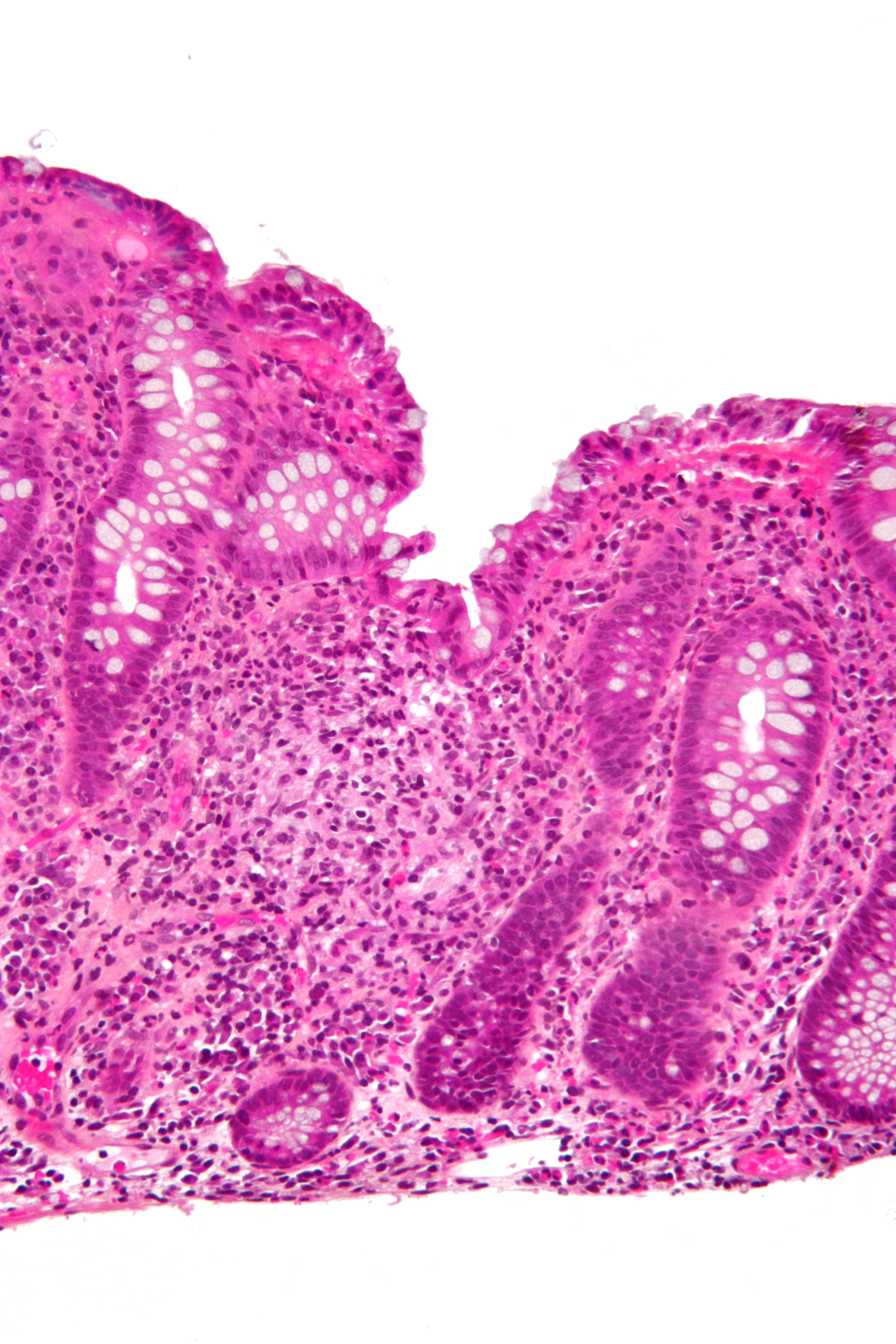
التهاب سخايا بؤري وورم حبيبي، بقع الهيماوكسيلين والإوسين
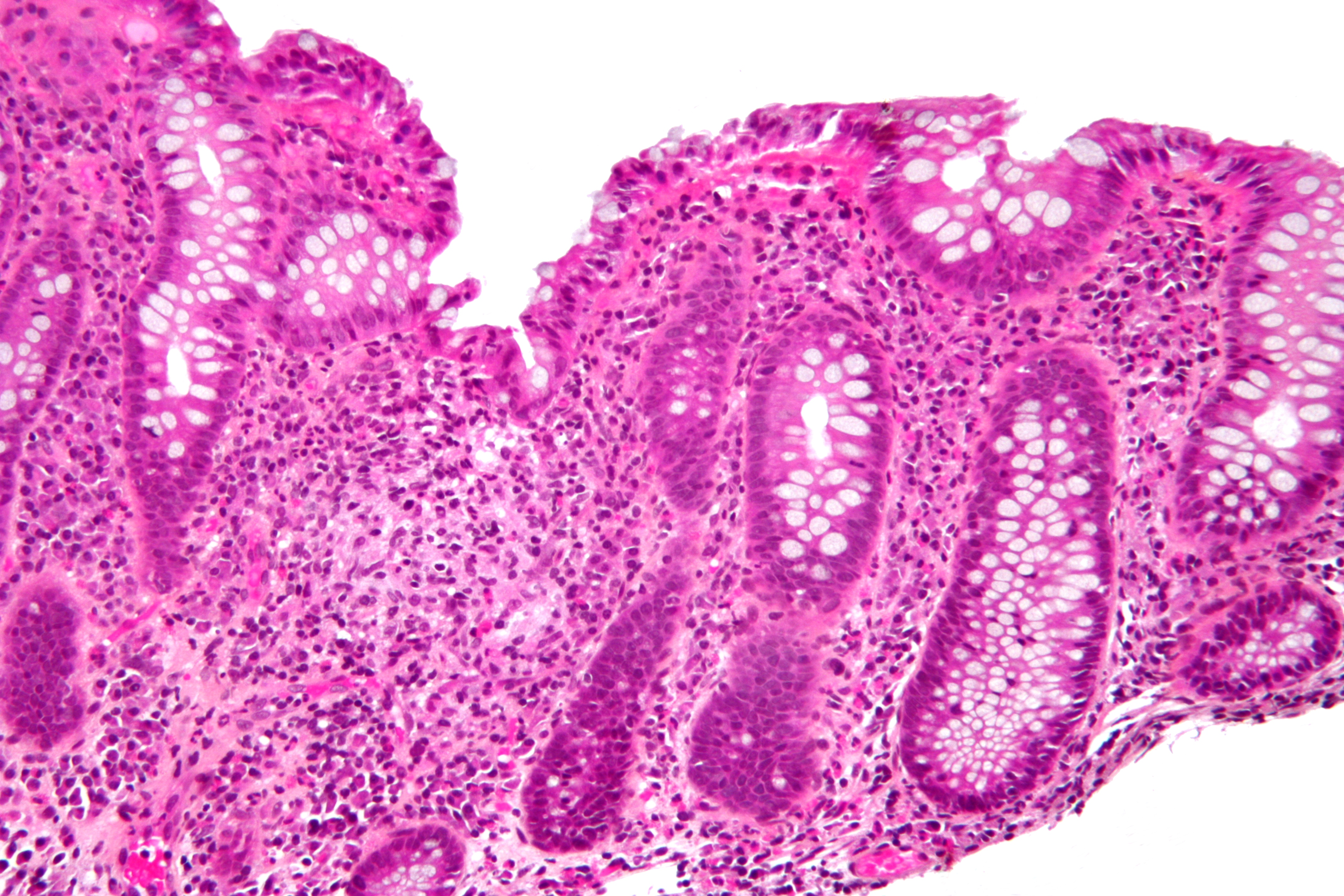
التهاب سخايا بؤري وورم حبيبي، بقع الهيماوكسيلين والإوسين